# أولاد الحاج احمد (أولاد اغزيل 2)
أولاد الحاج احمد هو دُوَّار يقع بجماعة أولاد غزبيل، إقليم جرادة، جهة الشرق في المملكة المغربية. ينتمي الدوّار لمشيخة أولاد اغزيل 2 التي تضم 6 دواوير. يقدر عدد سكانه بـ 10 نسمة حسب الإحصاء الرسمي للسكان والسكنى لسنة 2004.

## روابط خارجية
- البوابة الوطنية للجماعات الترابية
- المندوبية السامية للتخطيط